# Otoniel Lima
Otoniel Carlos de Lima (São Paulo, 16 de junho de 1969) é um político e militar reservista brasileiro filiado ao Republicanos, em seu primeiro mandato como deputado federal por São Paulo.